# 西尾張中央道

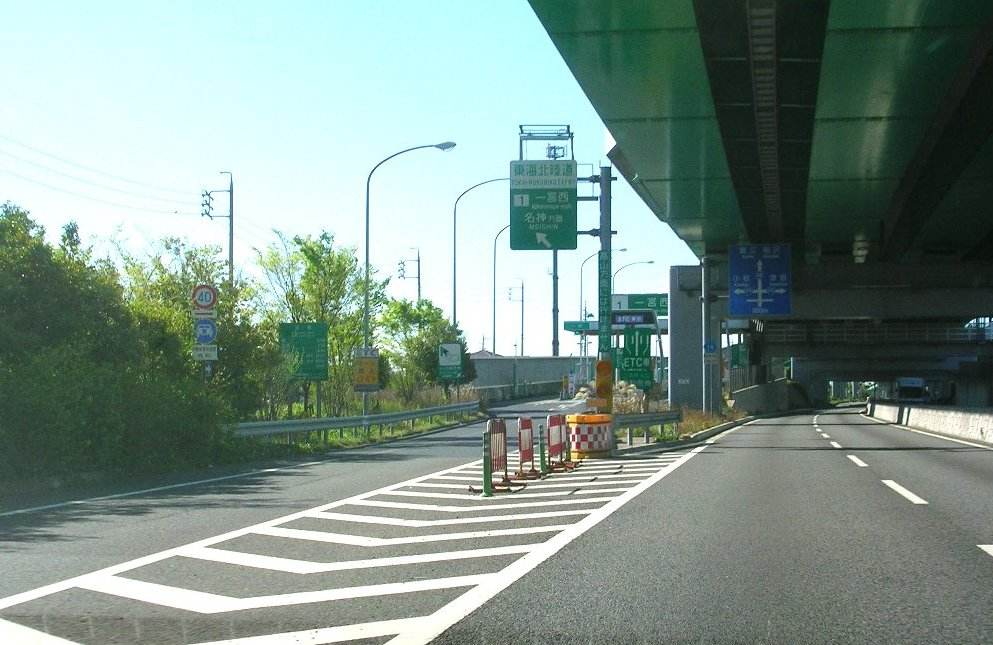
東海北陸道の高架下を走る西尾張中央道（一宮市大和町苅安賀）

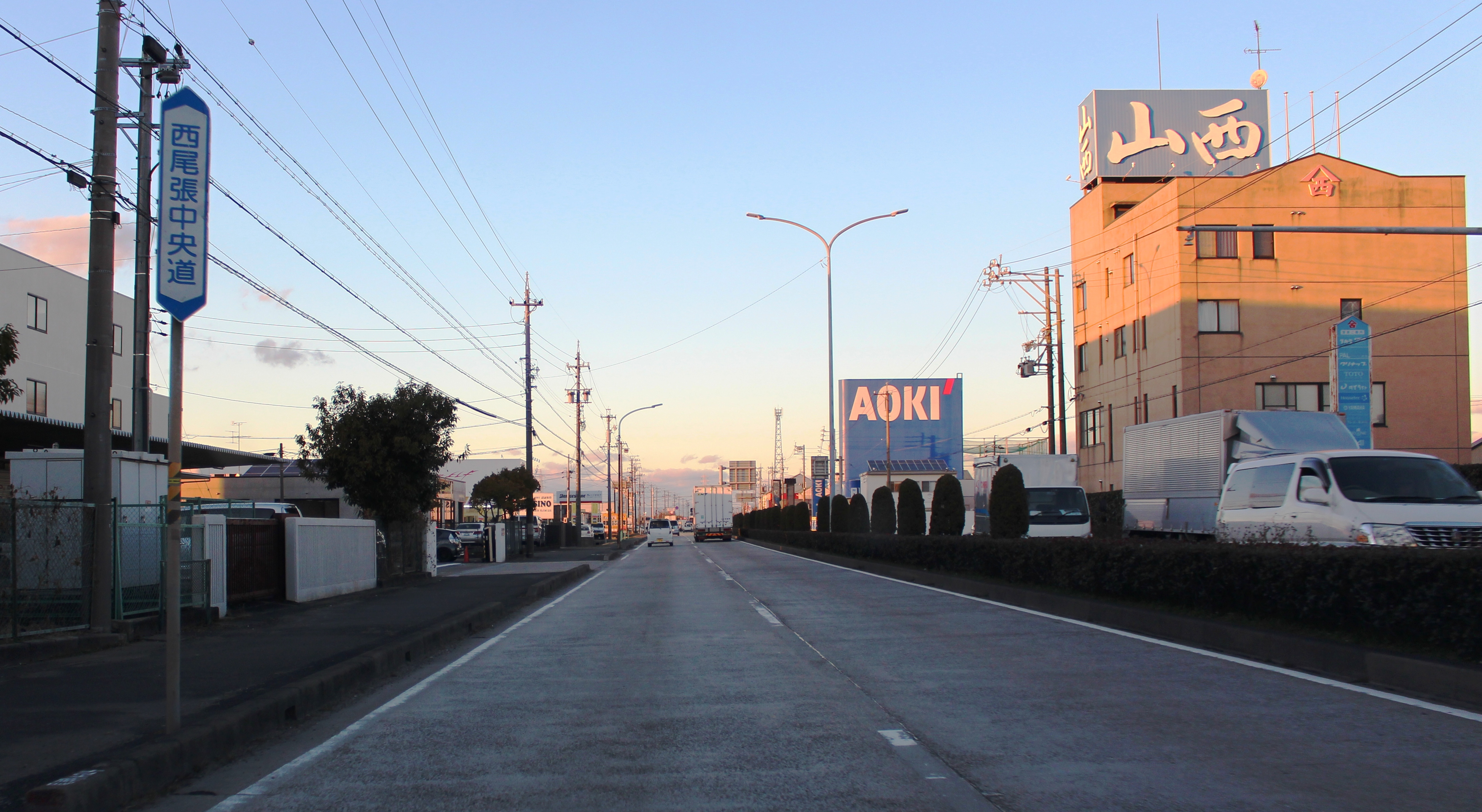
西尾張中央道（津島市蛭間町、2016年2月）

西尾張中央道（にしおわりちゅうおうどう）は、愛知県一宮市北方町からその名の通り西尾張地方（尾張地方西部）を縦断し、弥富市鍋田に至る道路。単に中央道とも呼ばれる。愛知県道14号岐阜稲沢線・愛知県道65号一宮蟹江線・愛知県道66号蟹江飛島線・愛知県道71号名古屋西港線の各一部により構成される。

## 歴史
西尾張地方を南北に縦断する道路は従来、愛知県道一宮蟹江線・愛知県道一宮津島線（巡見街道）の2路線が存在していたが、地域の幹線道路としては貧弱であった。そのため、繊維業が盛んであった一宮市より三重県四日市港まで製品を輸送するための都市計画道路（一宮市のほか、稲沢市・尾西市・葉栗郡木曽川町の3市1町が計画）構想や既存の県道一宮蟹江線のバイパス建設を求める「一宮蟹江線改修期成同盟会」（海部郡内町村が参加）がそれぞれ立案されていた。その2計画を統合し、4車線（幅25メートル）・総延長30キロメートルの道路として整備されたのが「西尾張中央道」である。それぞれの計画を引き継いでいるため、稲沢市を境界に、以北が各市町の都市計画道路として、以南が愛知県による主要地方道改修工事として整備が行われた。当初計画では、総工費が35億円で、3分の2が国庫、3分の1を県と各市町村で負担することになっていた。北部区間が県道となったのは、1977年（昭和52年）。1962年（昭和37年）着工。1965年（昭和40年）「西尾張中央道」が完成。1971年（昭和46年）4月、一部区間を除き開通。

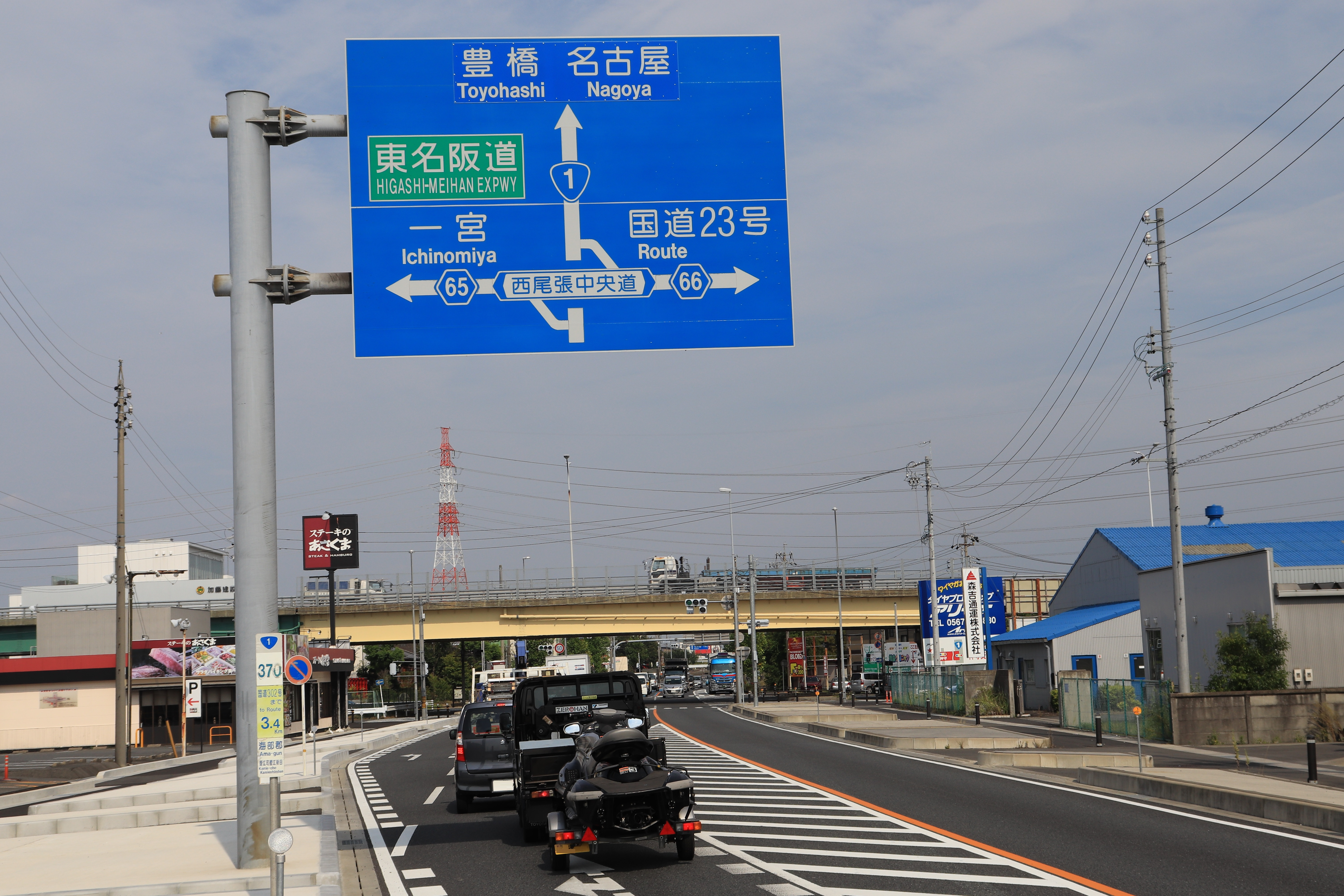
国道1号と西尾張中央道との「芝切」交差点、左の北側が愛知県道65号一宮蟹江線（終点）、右の南側が愛知県道66号蟹江飛島線（起点の一つ）、愛知県海部郡蟹江町にて

## 地理

### 通過する自治体
- 愛知県
  - 一宮市 - 稲沢市 - あま市 - 津島市 - 海部郡蟹江町 - 弥富市 - 海部郡飛島村 - 弥富市

### 交差する道路・鉄道
| 接続する道路                                 | 接続する場所 | 接続する場所         | 接続する場所           | 接続する場所                                                              |
| -------------------------------------------- | ------------ | -------------------- | ---------------------- | ------------------------------------------------------------------------- |
| 愛知県道190号名古屋一宮線（岐阜街道）        | 一宮市       | 木曽川町黒田沼北ノ切 | 中起交差点             | 北緯35度21分13.1秒 東経136度46分20.5秒 / 北緯35.353639度 東経136.772361度 |
| 岐阜県道・愛知県道193号大垣江南線            | 一宮市       | 奥町宮東             | 奥町宮東交差点         | 北緯35度19分58.5秒 東経136度46分19秒 / 北緯35.332917度 東経136.77194度    |
| 愛知県道148号萩原三条北方線                  | 一宮市       | 奥町                 |                        | 北緯35度19分35.8秒 東経136度46分19.1秒 / 北緯35.326611度 東経136.771972度 |
| 名鉄尾西線                                   | 一宮市       | 開明                 | （踏切）               | 北緯35度19分13.4秒 東経136度46分17.8秒 / 北緯35.320389度 東経136.771611度 |
| 愛知県道146号奥音羽線                        | 一宮市       | 開明                 |                        | 北緯35度19分13秒 東経136度46分17.8秒 / 北緯35.32028度 東経136.771611度    |
| 愛知県道146号奥音羽線                        | 一宮市       | 開明                 | 開明交差点             | 北緯35度19分10.7秒 東経136度46分17.9秒 / 北緯35.319639度 東経136.771639度 |
| 岐阜県道・愛知県道18号大垣一宮線（美濃街道） | 一宮市       | 篭屋                 | 篭屋3丁目交差点        | 北緯35度18分37.3秒 東経136度46分18.3秒 / 北緯35.310361度 東経136.771750度 |
| 愛知県道148号萩原三条北方線                  | 一宮市       | 篭屋                 | 篭屋交差点             | 北緯35度18分28秒 東経136度46分23.7秒 / 北緯35.30778度 東経136.773250度    |
| 愛知県道145号冨田一宮線                      | 一宮市       | 大和町毛受八法寺     | 毛受交差点             | 北緯35度17分49.1秒 東経136度46分39.3秒 / 北緯35.296972度 東経136.777583度 |
| 東海北陸自動車道                             | 一宮市       | 大和町苅安賀         | 一宮西インターチェンジ | 北緯35度17分36.9秒 東経136度46分44.7秒 / 北緯35.293583度 東経136.779083度 |
| 愛知県道458号一宮弥富線（巡見街道）          | 一宮市       | 大和町苅安賀         | 苅安賀北交差点         | 北緯35度17分27.7秒 東経136度46分47.5秒 / 北緯35.291028度 東経136.779861度 |
| 国道155号                                    | 一宮市       | 大和町苅安賀火口上   | 苅安賀交差点           | 北緯35度17分25.1秒 東経136度46分48.2秒 / 北緯35.290306度 東経136.780056度 |
| 名鉄尾西線                                   | 一宮市       | 大和町苅安賀         | （踏切）               | 北緯35度17分16.3秒 東経136度46分50.7秒 / 北緯35.287861度 東経136.780750度 |
| 名神高速道路                                 | 一宮市       | 大和町北高井         | 一宮ジャンクション     | 北緯35度16分57.5秒 東経136度46分52秒 / 北緯35.282639度 東経136.78111度    |
| 愛知県道513号一宮西中野線                    | 一宮市       | 萩原町東宮重         | 萩原町東宮重交差点     | 北緯35度16分24.7秒 東経136度46分50.7秒 / 北緯35.273528度 東経136.780750度 |
| 愛知県道133号稲沢祖父江線                    | 稲沢市       | 天池遠松町           | 天池遠松交差点         | 北緯35度15分19.5秒 東経136度46分45.2秒 / 北緯35.255417度 東経136.779222度 |
| 愛知県道121号津島稲沢線                      | 稲沢市       |                      | 稲沢警察署前交差点     | 北緯35度15分0.3秒 東経136度46分45.3秒 / 北緯35.250083度 東経136.779250度  |
| 愛知県道121号津島稲沢線                      | 稲沢市       | 船橋町花ノ木         | 市役所前交差点         | 北緯35度14分55.4秒 東経136度46分45.3秒 / 北緯35.248722度 東経136.779250度 |
| 愛知県道65号一宮蟹江線                       | 稲沢市       | 船橋町花ノ木         | 市役所前交差点         | 北緯35度14分55.4秒 東経136度46分45.3秒 / 北緯35.248722度 東経136.779250度 |
| 愛知県道67号名古屋祖父江線                   | 稲沢市       | 梅須賀町南廻間       | 梅須賀交差点           | 北緯35度13分53.6秒 東経136度46分45.9秒 / 北緯35.231556度 東経136.779417度 |
| 尾張サイクリングロード                       | 稲沢市       | 福島町屋敷           |                        | 北緯35度13分18.5秒 東経136度46分46.1秒 / 北緯35.221806度 東経136.779472度 |
| 愛知県道128号給父清須線                      | 稲沢市       | 福島町中之町         | 福島交差点             | 北緯35度13分11.1秒 東経136度46分46.1秒 / 北緯35.219750度 東経136.779472度 |
| 愛知県道126号給父西枇杷島線                  | あま市       | 丹波                 | 丹波交差点             | 北緯35度11分59.3秒 東経136度46分31秒 / 北緯35.199806度 東経136.77528度    |
| 名鉄津島線                                   | あま市       |                      | （立体交差）           | 北緯35度11分50.7秒 東経136度46分30.6秒 / 北緯35.197417度 東経136.775167度 |
| 愛知県道79号あま愛西線（甚目寺街道）         | 津島市       | 蛭間町               | 蛭間町新田交差点       | 北緯35度11分9.1秒 東経136度46分29.7秒 / 北緯35.185861度 東経136.774917度  |
| 愛知県道68号名古屋津島線（佐屋街道）         | 津島市       | 神守町古道           | 神守町交差点           | 北緯35度10分22.2秒 東経136度46分30.4秒 / 北緯35.172833度 東経136.775111度 |
| 愛知県道115号津島七宝名古屋線                | 津島市       | 神尾町蓮池           | 神尾町交差点           | 北緯35度9分26.1秒 東経136度46分35.6秒 / 北緯35.157250度 東経136.776556度  |
| 愛知県道40号名古屋蟹江弥富線                 | 蟹江町       | 西之森談合田         | 川並交差点             | 北緯35度8分46.6秒 東経136度46分42.7秒 / 北緯35.146278度 東経136.778528度  |
| 東名阪自動車道                               | 蟹江町       | 西之森               | 蟹江インターチェンジ   | 北緯35度8分38秒 東経136度46分44.4秒 / 北緯35.14389度 東経136.779000度     |
| JR関西本線                                   | 蟹江町       |                      | （立体交差）           | 北緯35度8分19.6秒 東経136度46分47.9秒 / 北緯35.138778度 東経136.779972度  |
| 愛知県道114号津島蟹江線                      | 蟹江町       |                      |                        | 北緯35度8分17.5秒 東経136度46分48.3秒 / 北緯35.138194度 東経136.780083度  |
| 愛知県道29号弥富名古屋線                     | 蟹江町       | 錦                   | 学戸交差点             | 北緯35度8分12.5秒 東経136度46分49.2秒 / 北緯35.136806度 東経136.780333度  |
| 近鉄名古屋線                                 | 蟹江町       |                      | （立体交差）           | 北緯35度7分35.9秒 東経136度46分56.4秒 / 北緯35.126639度 東経136.782333度  |
| 国道1号                                      | 蟹江町       | 蟹江新田亀ノ割       | 芝切交差点             | 北緯35度7分27.2秒 東経136度46分58秒 / 北緯35.124222度 東経136.78278度     |
| 愛知県道462号大藤永和停車場線                | 弥富市       | 上押萩2丁目          | 新善太橋南交差点       | 北緯35度6分42.4秒 東経136度46分54.5秒 / 北緯35.111778度 東経136.781806度  |
| 愛知県道70号名古屋十四山線                   | 弥富市       | 竹田5丁目            | 竹田交差点             | 北緯35度6分27.1秒 東経136度46分49秒 / 北緯35.107528度 東経136.78028度     |
| 愛知県道106号鳥ヶ地名古屋線                  | 弥富市       | 神戸                 | 神戸新田交差点         | 北緯35度6分1.6秒 東経136度46分40.7秒 / 北緯35.100444度 東経136.777972度   |
| 愛知県道104号新政成弥富線                    | 飛島村       | 大宝5丁目            | 重宝交差点             | 北緯35度5分3.1秒 東経136度46分26.4秒 / 北緯35.084194度 東経136.774000度   |
| 国道23号（名四国道）                         | 弥富市       | 稲荷                 | 稲荷西交差点           | 北緯35度4分36.7秒 東経136度46分28.3秒 / 北緯35.076861度 東経136.774528度  |
| 愛知県道103号境政成新田蟹江線                | 弥富市       | 繰出3丁目            | 繰出交差点             | 北緯35度4分14.8秒 東経136度46分29.8秒 / 北緯35.070778度 東経136.774944度  |
| 愛知県道103号境政成新田蟹江線                | 弥富市       |                      | 西末広交差点           | 北緯35度3分35.6秒 東経136度46分32.5秒 / 北緯35.059889度 東経136.775694度  |
| 愛知県道103号境政成新田蟹江線                | 弥富市       |                      | 鍋田交差点             | 北緯35度2分56.8秒 東経136度46分40.5秒 / 北緯35.049111度 東経136.777917度  |